# پد زیربغل
آستر زیربغل (انگلیسی: Underarm liners) یا پد زیربغل جایگزینی برای بوزدا است. این آسترها مستقیماً روی لباس اعمال می‌شوند. آنها حاوی مواد جذب‌کننده هستند که رطوبت عرق را از بین می‌برد و زیربغل خشک نگه می‌دارد. آسترهای زیر بغل معمولاً قبل از ضد تعریق‌های شیمیایی، عمدتاً توسط زنان، برای محافظت از لباس‌های ظریف از کثیف شدن استفاده می‌شد. عرق حاوی موادی است که رنگ‌ها را زرد یا محو می‌کند. آسترهای زیر بغل به عنوان محافظ زیربغل، پد زیربغل، محافظ عرق، سپر لباس، و محافظ ترحم نیز شناخته می‌شوند.

## تاریخچه
برای قرن‌ها ادکلن سنگین برای پوشاندن بوی بدن استفاده می‌شد. در اواخر قرن نوزدهم، شیمیدان‌ها محصولاتی را تولید کردند که از ایجاد بوی بد بدن جلوگیری می‌کرد، اما این مواد هنوز نمی‌توانستند از تعریق زیر بغل جلوگیری کنند. ضد تعریق‌های اولیه در نهایت شامل کرم‌ها، جامدات، پدها، دابرها، رول‌ها و پودرها بودند. امروزه ضد تعریق‌ها بیشتر به شکل استیک، اسپری و رول استفاده می‌شوند. اما نوع قدیمی محافظت از عرق، آستر زیر بغل، هرگز از بین نرفت.

## آستر زیربغل قابل استفاده مجدد
آسترهای سنتی قابل استفاده مجدد (یا قابل شستشو) امروزه کمتر رایج هستند. این آستر که معمولاً فقط توسط خانم‌ها استفاده می‌شود، از طریق یک بند قابل تنظیم روی یک سوتین، روی ناحیه زیر بغل لباس محکم می‌شود. آسترهای قابل استفاده مجدد از یک طرف پنبه دولایه و در طرف دیگر از یک مانع نایلونی یا پلی‌وینیل کلرایدی تشکیل شده است. قسمت پنبه ای روی پوست واقعی زیر بغل قرار می‌گیرد در حالی که وینیل یا نایلون به عنوان مانع نهایی روی لباس قرار می‌گیرد و از رسیدن عرق به لباس جلوگیری می‌کند.

## آستر زیربغل یکبار مصرف
آسترهای یکبار مصرف برای آقایان و خانم‌ها ارائه می‌شود. آستر نازک یک محصول «چسب یک‌طرفه» است که کاربر مستقیماً روی داخل لباس قرار می‌دهد. یک طرف آستر از یک مانع پلاستیکی با لایه ای از چسب فرموله شده تشکیل شده است. طرف دیگر آستر، سمت جاذب است که از کاغذ بی‌بافت ساخته شده و روی پوست زیر بغل قرار می‌گیرد و رطوبت را جذب می‌کند.